# Гамма Треугольника
Гамма Треугольника (англ. Gamma Trianguli, γ Tri) — звезда в созвездии Треугольника, находящаяся на расстоянии 112 световых лет от Солнца. Видимая звёздная величина равна +4,01, звезда образует визуальную тройную систему с Дельтой Треугольника и 7 Треугольника.

## Свойства
Звезда принадлежит классу A1Vnn, что означает, что звезда принадлежит главной последовательности. Масса в 2,7 раз превышает массу Солнца, радиус вдвое больше солнечного. Светимость Гаммы Треугольника в 33 раза превышает светимость Солнца, эффективная температура равна 9440 K, благодаря чему звезда обладает белым цветом. Возраст звезды оценивается в 300 миллионов лет.

## Вращение
Звезда быстро вращается, проекция скорости вращения составляет 254 км/с на экваторе, вследствие чего звезда может иметь форму сплюснутого сфероида, наподобие Альтаира. Поскольку наклон оси вращения звезды неизвестен, это означает, что азимутальная экваториальная скорость не меньше этой величины. Для сравнения, Солнце вращается медленно, скорость вращения на экваторе 2 км/с. Эффект Доплера вследствие быстрого вращения приводит к очень широким линиям поглощения в спектре звезды, индекс  'nn' указывает на эту особенность.

## Остаточный диск
Вокруг звезды обращается остаточный диск с суммарной массой около 2.9 × 10−2 массы Земли. Этот диск можно было обнаружить, поскольку он нагрет до температуры около 75 K звездой и излучает в инфракрасной части спектра. Диск отделён от звезды угловым расстоянием 2,24 угловые секунды, что соответствует радиусу 80 а.е.

## Название
В китайском языке 天大將軍 (Tiān Dà Jiāng Jūn) относится к астеризму, состоящему из Гаммы Треугольника, Гаммы Андромеды, Фи Персея, 51 Андромеды, 49 Андромеды, Хи Андромеды, Испилона Андромеды, Тау Андромеды, 56 Андромеды, Беты Треугольника и Дельты Треугольника. Гамма Треугольника носит название 天大將軍十 (Tiān Dà Jiāng Jūn shí).